# 新田原古墳群
新田原古墳群（にゅうたばるこふんぐん）は、宮崎県児湯郡新富町新田と西都市右松にある4つの古墳群の総称である。

## 概要
一ツ瀬川左岸にある新田原台地（海抜約70m）に円墳、前方後円墳、方墳など大小あわせて207基が確認されている。1944年（昭和19年）11月13日に国の史跡に指定された。
「新田原古墳群」という名称は、国による史跡指定時に新田村（現在の新富町）にあった古墳を行政単位で指定措置した結果であるが、2010年（平成22年）現在は、古墳の分布状況や築造時期から4つの古墳群に大別すべきと考えられており、東から塚原古墳群、石船古墳群、山之坊古墳群、祇園原古墳群と呼ばれている。
祇園原古墳群は、円墳138基、前方後円墳14基、方墳1基、墳形不明1基の合計154基が確認されている。石船古墳群の一部（第42～45号墳）は、1941年（昭和16年）の陸軍飛行場（現在の航空自衛隊新田原基地）建設に伴い、大師山公園に移転（縮尺を5分の1にして改葬）した。
1824年（文政7年）8月、天領右松村(現在の西都市)の｢佐土原領入田村境界同意書｣付図の中に入田村(旧新田村、現在の新富町)と右松村の境界に｢セタヲ塚｣を確認しており、前方後円墳の前方部分が西都市、後円部が新富町として、当時の境界が現在にも継承されている｡
新田原古墳群は新富町が管理し、新富町教育委員会によって発掘調査が行われている。

## 主な古墳
- 百足塚古墳 - 墳長76.4m、後円部径32m、前方部幅43.6m、クビレ部幅38ｍの前方後円墳[4]
- 大久保塚古墳
- 弥吾郎塚古墳
- 水神塚古墳
- 機織塚古墳
- 霧島塚古墳

## 参考資料
- 国指定史跡 新田原古墳群 保存管理計画策定書（1990年3月 宮崎県新富町教育委員会）
- 国指定史跡｢新田原古墳群｣史跡整備にともなう発掘調査概要報告書(13) 祇園原古墳群（2010年3月 宮崎県新富町教育委員会）

## 関連事項
- 日本の古墳一覧#宮崎県
- 九州・沖縄地方の史跡一覧
- 西都原古墳群
- 茶臼原古墳群